# Чакыев, Мамметхан Бердимырадович
Мамметхан Бердимырадович Чакыев (туркм. Mämmethan Berdimyradowiç Çakyýew; род. 1977, Кара-Калинский район, Красноводская область) — туркменский государственный деятель.

## Биография
Родился в 1977 году в генгешлике Аккел (ныне — Махтумкулийский этрап Балканского велаята).
В 1997 году окончил Туркменский государственный институт транспорта и связи по специальности «инженер-экономист-менеджер». В 2017 году окончил академический факультет высшего офицерского состава при Военном институте имени Великого Сапармурата Туркменбаши Министерства обороны Туркменистана по специальности «государственное и военное управление».
Трудовой путь начал в 1998 году бухгалтером Ахалтекинского конезавода имени С. А. Ниязова. С 1999 по 2008 год работал на различных должностях в хозяйственном управлении Министерства внутренних дел Туркменистана — старший инженер-программист учёта, начальник подразделения материального учёта, главный бухгалтер централизованной бухгалтерии, начальник отдела имущественно-технического и военного снабжения, заместитель начальника, начальник управления.
Заместитель министра внутренних дел Туркменистана (2008—2014).
Заместитель председателя Государственной таможенной службы Туркменистана (2014—2016).
Председатель Государственной таможенной службы Туркменистана (2016—2017).
Директор Государственной службы Туркменистана по борьбе с экономическими преступлениями (2017 — 11 апреля 2018).
Заместитель председателя Кабинета Министров Туркменистана, курирующий отрасли транспортного комплекса и связи (11 апреля 2018 — 1 октября 2019).
Министр внутренних дел Туркменистана (1 октября 2019 — 1 октября 2020).

## Награды
- Медаль «За безупречную службу Отечеству»
- Медаль «Мяликгулы Бердымухамедов»
- Медаль «Туркменистан»
- Медаль «Türkmenistanyň Garaşsyzlygynyň 20 ýyllygyna bagyşlanyp geçirilen dabaraly harby yörişe gatnaşyja»
- Медаль «Garaşsyz, Baky Bitarap Türkmenistan»
- Медаль «В честь 25-летия Независимости Туркменистана»
- Медаль «Türkmenistanyň Garaşsyzlygynyň 25 ýyllygyna bagyşlanyp geçirilen dabaraly harby yörişe gatnaşyja»
- Памятный знак Туркменистана «Magtymguly Pyragynyň 300 ýyllygyna» (10 декабря 2024 года) — учитывая большой личный вклад в изучение в эру Возрождения новой эпохи могущественного государства творческого наследия туркменского поэта-классика Махтумкули Фраги и его популяризацию в мире, в воспитание подрастающего молодого поколения в духе почитания национальных ценностей, традиций и обычаев нашего народа, сформировавшихся на протяжении веков, в воспитание качеств патриотизма, высокой нравственности, трудолюбия, гуманизма, храбрости и мужества, а также по случаю 300-летия со дня рождения Махтумкули Фраги[7]

## Звания
- Полковник полиции[4]
- Генерал-майор полиции (14.10.2019)[8]